# Hoplatessara cruciata
Hoplatessara cruciata är en mångfotingart som beskrevs av Karl Wilhelm Verhoeff 1937. Hoplatessara cruciata ingår i släktet Hoplatessara och familjen orangeridubbelfotingar. Inga underarter finns listade i Catalogue of Life.